# Marquesaspurpurhöna
Marquesaspurpurhöna (Porphyrio paepae) är en förmodat utdöd fågel i familjen rallar inom ordningen tran- och rallfåglar. Den förekom tidigare på öarna Tahuata och Hiva Oa i Marquesasöarna. Arten beskrevs 1988 utifrån 600 år gamla subfossila lämningar. Den kan dock ha överlevt till långt senare. I en tavla av Paul Gauguin Le Sorcier d'Hiva Oa ou le Marquisien à la cape rouge från 1902 syns en purpurhöna i nedre högra hörnet. Även Thor Heyerdahl hävdar att han sett en liknande flygoförmögen fågel på Hiva Oa 1937.